# Casa Nórdica (Islandia)

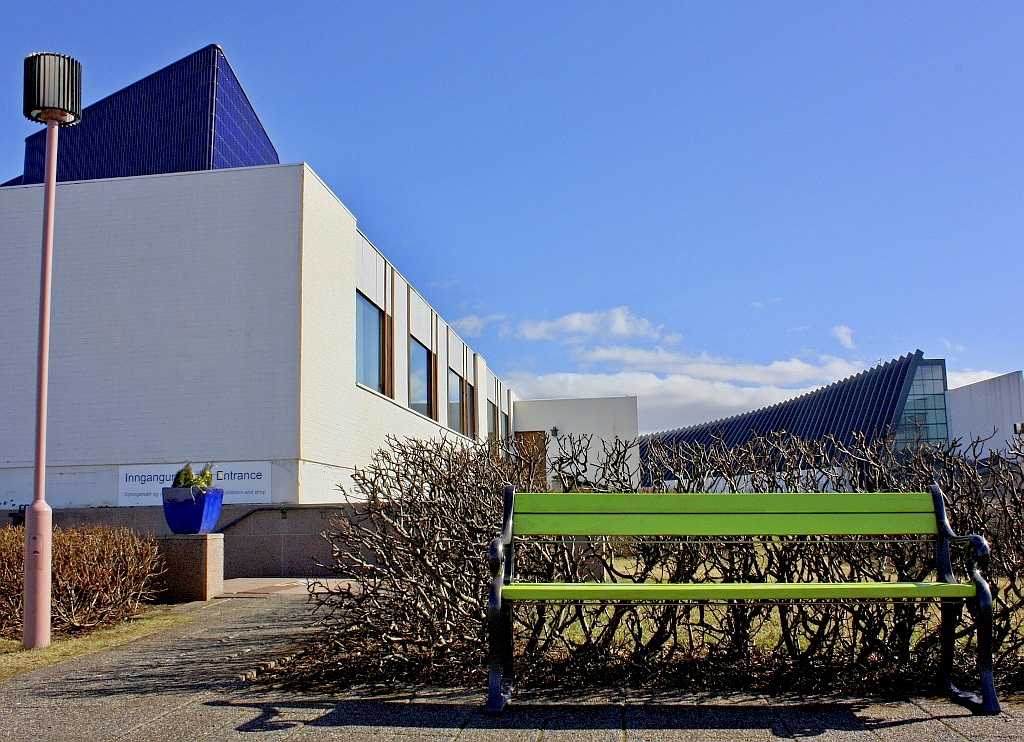
La Casa Nórdica en 2009.

La Casa Nórdica (en islandés: Norræna húsið) es una institución cultural operada por el Consejo Nórdico. Su objetivo es fomentar y apoyar las conexiones culturales entre Islandia y los demás países nórdicos. Con este fin, la Casa Nórdica organiza un programa diverso de eventos culturales y exposiciones. Es el lugar de celebración de varios eventos en el calendario cultural islandés: el Festival Internacional de Cine y Literatura de Reikiavik, el festival musical Iceland Airwaves y la Bienal Nórdica de moda entre otros. El director de la Casa desde el 1 de enero de 2015 es el danés Mikkel Harder.
Además, la Casa tiene una tienda de diseño nórdico, un espacio de exhibición y auditorios. El restaurante Dill también se encontraba originalmente allí, el restaurante actual, el AALTO Bistro a cargo del chef Sveinn Kjartansson, sirve comida local fresca al estilo nórdico moderno.

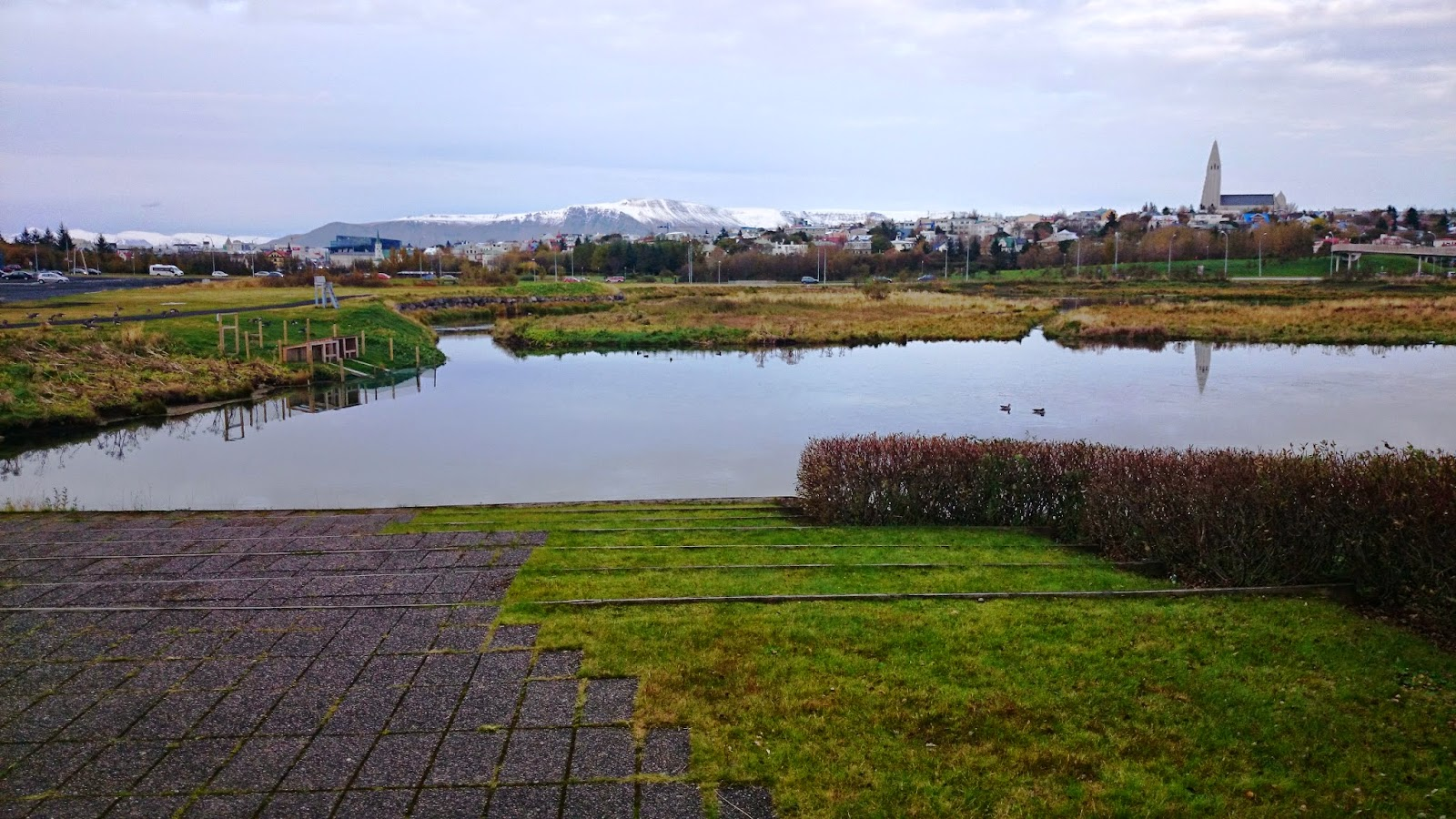
Vista de Reikiavik con el monte Esja al fondo, desde la Casa.

## Arquitectura
La Casa Nórdica fue diseñada por el arquitecto modernista finés Alvar Aalto, su construcción empezó en 1965 y terminó en 1968, siendo abierta este mismo año. Presenta la mayoría de los rasgos característicos de su estilo: por ejemplo, la forma orgánica de la cresta del techo de tejas ultramarinas, haciendo eco de la cadena de montañas en la distancia; y el uso extensivo de blanco, azulejos y madera en todo el edificio. La casa se encuentra en una plataforma elevada en medio de un área pantanosa. Después de su finalización, se creó un pequeño pozo en la parte norte del área. Aalto quería enfatizar el carácter natural del lugar y resaltar las relaciones entre el hombre y la naturaleza, el edificio y sus alrededores. Casi todos los muebles instalados y lámparas son también de su diseño.

## Biblioteca
La biblioteca se abrió en 1969, un año después de la gran inauguración de la Casa. En su colección hay más de 30,000 libros y artículos en danés, finés, feroés, groenlandés, noruego, sami y sueco, aunque no incluye el islandés, pero hay traducciones de famosas obras islandesas a los idiomas nórdicos. Cuenta con una colección de literatura nórdica contemporánea, así como obras de clásicos escandinavos. También incluye libros infantiles y juveniles, revistas, audiolibros, música en CD, películas en DVD y casetes VHS, así como libros con música y arte gráfico de artistas nórdicos.